# Arsenaal (film)
Arsenaal (Russisch: Арсенал, Arsenal) is een film uit 1929 van regisseur Oleksandr Dovzjenko.

## Verhaal
Tijdens de Russische Burgeroorlog schiet een groep arbeiders de bolsjewieken te hulp tegen het parlement van Oekraïne. De nationalisten sturen een legereenheid af op de arbeiders, maar zij verschansen zich in een munitiefabriek. Daar vinden ze alles wat ze nodig hebben om zich te verdedigen.

## Rolverdeling
| Acteur              | Personage       |
| ------------------- | --------------- |
| Semyon Svashenko    | Timosha         |
| Georgiy Kharkiv     | Red Army        |
| Amvrosy Buchma      | Duitse soldaat  |
| Dmitri Erdman       | Duitse officier |
| Sergey Petrov       | Duitse soldaat  |
| K. Mikhailovsky     | nationalist     |
| Alexander Evdakov   | Nicholas II     |
| Andrei Mikhailovsky | nationalist     |